# Мешкиньята
Мешкиньята (порт. Mesquinhata)  —  район (фрегезия) в Португалии,  входит в округ Порту. Является составной частью муниципалитета  Байан. По старому административному делению входил в провинцию Дору-Литорал. Входит в экономико-статистический  субрегион Тамега, который входит в Северный регион. Население составляет 408 человек на 2001 год. Занимает площадь 3,16 км².